# Daniel Amardeilh
Daniel Amardeilh (né le 25 juillet 1959 à Saint-Victor-Rouzaud, en Ariège) est un coureur cycliste français, champion de France sur route amateur en 1984 puis en 1985. Il est actif dans les années 1970 et 1980.

## Biographie
Ancien membre de l'équipe de France amateurs, Daniel Amardeilh a été licencié à l'AC Pamiers, à l'AS Varennes, au CM Aubervilliers, au CV Montastruc et au GSC Blagnac.
En 1984, il participe aux Jeux olympiques de Los Angeles, où il se classe 28e et meilleur coureur tricolore de la course en ligne.
Il devient champion de France sur route amateur en 1984 et 1985. 

## Palmarès
- 1976
  - 3e du Grand Prix d'Espéraza
- 1977
  - Grand Prix d'Espéraza
- 1978
  - Boucles de la Cère
- 1979
  - Paris-Montargis
  - 2e du championnat de France militaires sur route
  - 3e de Paris-Roubaix amateurs
- 1980
  - Trois Jours de Marcoing :
    - Classement général
    - 1re étape
- 1981
  - 3e du Grand Prix d'Espéraza
- 1982
  - Une étape du Tour de Vendée amateurs
  - Tour de Bigorre :
    - Classement général
    - Une étape

  - 4e étape de la Route de France
  - Trophée des Pyrénées
- 1983
  - 1re étape du Tour de Normandie
  - Tour Toulouse-Pyrénées :
    - Classement général
    - Deux étapes

  - Trophée des Pyrénées
  - 2e des Boucles du Tarn
  - 2e du championnat de Midi-Pyrénées sur route
  - 3e des Boucles catalanes
- 1984
  -  Champion de France sur route amateurs
  - Tour de Gironde
  - 2e des Boucles du Tarn
- 1985
  -  Champion de France sur route amateurs
  - Boucles du Tarn
  - 3e étape du Tour de Yougoslavie
  - Tour du Roussillon :
    - Classement général
    - 1re étape

  - Grand Prix d'Espéraza
  - 2e du Circuit du Cantal
  - 3e du Grand Prix de Monpazier
- 1987
  - 3e du championnat de Midi-Pyrénées sur route